# Lucia Reichmann
Lucia Reichmann, geb. Hoch (genannt auch Sattlerin von Laasphe) (* um 1564 in Laasphe; † 21. Januar 1630 ebenda) war ein Opfer der Hexenverfolgung in Laasphe.
Lucia heiratete vor 1589 den Sattler Wilhelm Reichmann (* um 1559, † vor 1629). Sie hatten sieben Kinder und wohnten im Haus Steinweg 2 in Laasphe. Sie und ihre ältere Schwester Gottliebe Bilgen gerieten ebenso in einen Hexenprozess wie auch Ludwig Hoch, ein naher Verwandter („der Zauberei verdächtig“), der 1597 an der Pest starb.

## Leben
Ihre ältere Schwester war Gottliebe Bilgen (Billgin) geb. Hoch (* vor 1549 in Laasphe, † 29. Oktober 1613 in Laasphe an der Pest). Ihre Heirat mit dem Schultheiß bzw. Rentmeister Georg Bilgen fand vor 1575 statt. Sie hatten acht Kinder und wohnten erst in dem Haus Steinweg 17, dann Kirchplatz 8. Georg Bilgen war Urenkel von Werner Bonemilch, dessen Bruder Johannes Bonemilch als Weihbischof 1517 im Dom zu Erfurt die Priesterweihe von Martin Luther vollzog. Georg Bilgen starb am 22. Februar 1604.

## Hexenprozess 1609
1609 übernahm Graf Ludwig der Jüngere von Wittgenstein-Wittgenstein die Herrschaft. Im gleichen Jahr wurde Lucia Reichmann in Laasphe in einem Hexenprozess angeklagt zusammen mit ihrer mittlerweile verwitweten Schwester Gottliebe Bilgen und vier weiteren Frauen: Merge Dillmannsche, Elisabeth Scherersche (Frau des Johan Scherer), Katharina Ehlich Gansen Hausfrau (Frau des Elias Ganss) sowie Anna, die alte Hainsche (Frau des Jost Hain).
Die Dillmansche (Dilmansche) wurde als erste zum Tode verurteilt. Auf der Folter gab sie die anderen als Mittäterinnen an. Die Scherersche brach aus dem Gefängnis aus und flüchtete, wurde aber gefangen und wieder ausgeliefert. Auf der Folter gab sie ebenfalls die anderen Frauen an. Lucia Reichmann wurde am 28. Juli 1609 verhört. Ihr wurde Schadenzauber am Vieh des Weigand Fuchs in Breidenbach vorgeworfen. Im Verhör am 3. August verteidigte sie sich, dass sie von guten, ehrlichen Eltern abstamme und eine gute Hausfrau sei. Die aufgerufenen Zeugen sprachen zu ihren Gunsten, nur Weigand Fuchs lastete ihr den Tod von sieben Rindern an. Er musste allerdings bekennen, dass er mit Lucia schuldenhalber Streit gehabt habe.
Durch eine Eingabe ihres Mannes Wilhelm Reichmann an den Wittgensteiner Grafen Ludwig den Jüngeren am 11. August wurde Lucia mit Hinweis auf die sieben unversorgten Kinder gegen Kaution freigelassen.
Rechtsgutachten der Juristenfakultäten aus Marburg und Heidelberg kritisierten das Verfahren, dass für alle Angeklagten nicht genügend Gründe zur Anwendung der Tortur vorhanden seien. Zur Freilassung aller bis dahin noch nicht getöteten Frauen trug dann ein Schreiben des Grafen Ludwig an die Gerichtsbarkeit bei, der vorwurfsvoll die Prozessführung bemängelte.
Die Scherersche musste Urfehde schwören und wurde des Landes verwiesen. Gottliebe wurde wahrscheinlich von ihren Kindern gegen eine erhebliche Summe „freigekauft“.

## Hexenprozess 1611
1611 wurden in einem Hexenprozess von der Angeklagten Döppen Crein unter der Folter einige Frauen als Mittäterinnen besagte, u. a. auch Gottliebe Billgin. Döppen Crein wurde hingerichtet, aber Gottliebe Billgin blieb verschont und starb 1613 an der Pest.

## Hexenprozess 1629
1629 geriet Lucia Reichmann erneut in einen Hexenprozess. In den Akten ist davon die Rede, dass die Leute „von ihr wegen ihres zänkischen und geizigen Wesens nicht viel wissen wollten. Sie vertrug sich mit ihren Kindern schlecht und lebte mit ihrem Sohn Wilhelm Reichmann wegen Geld und Gut in Streit. In törichter Weise hatte sie sich ihrer Unschuld gerühmt (wegen der Freilassung aus dem vorherigen Hexenprozess) und gesagt, wenn sie eine Zauberin sei, solle ihr Haus in Feuer stehen.“ Darauf war Feuer in ihrem Haus entstanden, worüber es großen Aufruhr in Laasphe gegeben hatte. Nun brachten die Leute allerlei Verdächtigungen wegen Schadenzauber gegen Lucia vor, z. B. hätte Johannes Bodenbänder bei ihr Bier getrunken, war schwach geworden und hätte häßliche Materie von sich gegeben.
Die Pfarrfrau Elsbeth hatte mit ihr wegen einer Garbe gezankt, die sie vermisste. Lucia hatte ihr auf den Arm geklopft und gesagt: Gott solle sie davor behüten, sie wolle lieber eine Garbe geben als nehmen. Kurz darauf litt die Pfarrfrau an einer Hauterkrankung. Natürlich war Lucia daran „schuld“. Des Weiteren wurde Lucia beschuldigt, dass sie die Obstblüte verderben wollte. Außerdem hätte sie sich nicht an der Kollekte zur Bestreitung der Unkosten der Hexenprozesse beteiligt.
Am 29. Oktober 1629 wurde sie im Beisein von Philipp Heiden, dem zweiten Pfarrer von Laasphe, und Pfarrer Fink von Elsoff dem ersten Verhör unterzogen. Sie wehrte sich mit aller Kraft, dass sie keine Zauberin sei.
In einer weiteren Verhandlung mit ihren Kindern, dem Sohn Valerius (* 25. September 1596) und der Tochter Enchen (* 24. Juli 1605) gelobte Lucia, sich mit ihrem Sohn Wilhelm (* März 1594) und seiner Frau zu versöhnen. Sie wolle ihnen verzeihen, damit sie zum Tisch des Herrn gehen könne. Die Kinder sollten der Kosten wegen nicht zu einem Rechtsgelehrten gehen; sie wolle ihr Recht selbst durchfechten.
Die am 5. Januar 1630 eingereichte Verteidigungsschrift des Dr. Reinigk in Marburg wurde vom Gericht verworfen und am 15. Januar peinliche Befragung beschlossen. Lucia hielt alle drei Grade der Folter und große Schmerzen aus, ohne zu gestehen. Immer wieder rief sie: „Ihr foltert Gott im Himmel!“
Mit den Pfarrern hatte sie nicht beten wollen.
Am 21. Januar wurde sie tot im Gefängnis gefunden („gab sich selbst den Tod“). Nach einem Bericht des Barbiers war sie „am Genick unnatürlich gebrochen.“ Das hatte selbstverständlich der Satan getan, damit die Wahrheit nicht an den Tag komme. Es wurde verfügt, dass Lucia durch den Nachrichter auf der Gerichtsstätte ohne Gesang und Glockenklang begraben werden sollte.
Aus den Prozessakten geht hervor, dass ihr Sohn schon am Morgen nach ihrem Tod mit den geforderten Gerichtsgebühren (210 Taler) bei Gericht erschien und die Summe sofort zahlte.

## Gedenken
Der Rat der Stadt Bad Laasphe hat am 26. Juni 2015 einen Beschluss zur Rehabilitierung der Opfer der Hexenprozesse gefasst.